# Bulbophyllum bohnkeanum
Bulbophyllum bohnkeanum är en orkidéart som beskrevs av Marcos Antonio Campacci. Bulbophyllum bohnkeanum ingår i släktet Bulbophyllum och familjen orkidéer. Inga underarter finns listade i Catalogue of Life.